# OKO
OKO é um complexo de arranha-céus no Centro Internacional de Negócios em Moscou, Rússia.